# Nassau Powlett
Nassau Powlett KB (23 juin 1698 - 24 août 1741) est un officier de l'armée anglaise et un homme politique qui siège à la Chambre des communes de 1720 à 1734 et en 1741.

## Biographie
Il est le fils unique de Charles Paulet (2e duc de Bolton) et de sa troisième épouse Henrietta Crofts.
Il rejoint l'armée et est cornette du 12e Dragoons en 1715, capitaine du 6e Dragoon Guards en 1718 et du Royal Horse Guards en 1721.
Il est élu député du Hampshire lors d'une élection partielle le 22 juin 1720 et conserve son siège jusqu'aux élections générales de 1727. En 1725, il devient l'un des chevaliers fondateurs de l'Ordre du Bain. Il est réélu député de Lymington en 1727 et occupe ce siège jusqu'en 1734, date à laquelle il ne se représente pas. Il retrouve son siège à Lymington aux élections générales de 1741 mais meurt peu après, le 24 août .
En 1731, il épouse Isabella Tufton, fille de Thomas Tufton (6e comte de Thanet) et a une fille, Isabella Paulet (décédée le 8 septembre 1821), mariée le 4 juin 1765 à John Perceval (3e comte d'Egmont).